# Conte Candoli

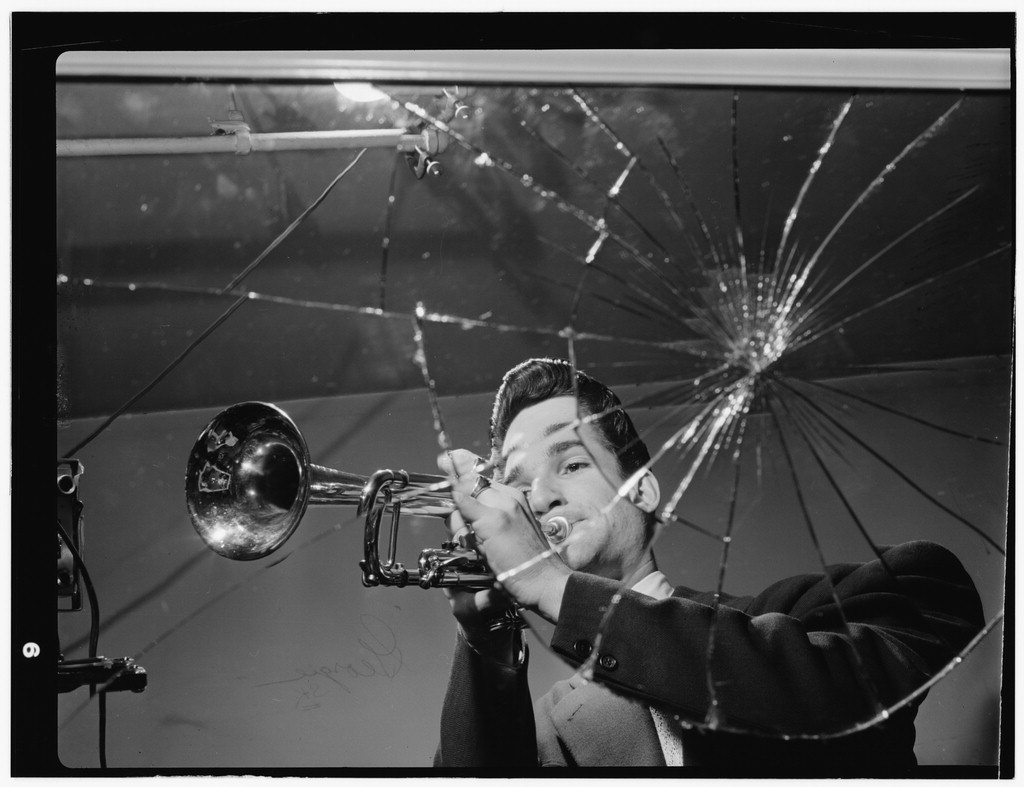
Conte Candoli auf einer Fotografie von William P. Gottlieb

Secondo „Conte“ Candoli (* 12. Juli 1927 in Mishawaka, Indiana; † 14. Dezember 2001 ebenda) war ein US-amerikanischer Jazztrompeter des Cool Jazz.

## Leben und Werk

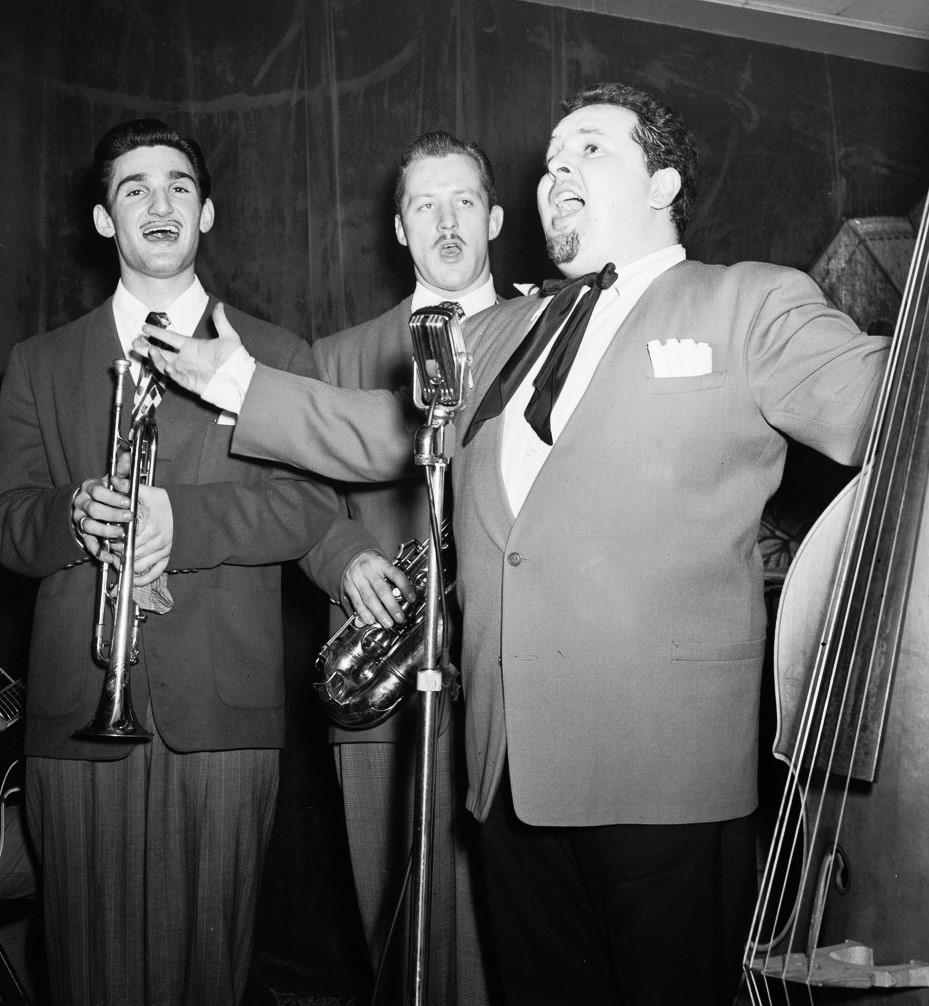
Chubby Jackson, Conte Candoli (Mitte) und Emmett Carls, Esquire Club, Valley Stream, Long Island, ca. April 1947. Foto: William P. Gottlieb

Conte Candoli war der jüngere Bruder von Pete Candoli und lernte von ihm Trompete. Er spielte mit Sonny Dunham (1940), Will Bradley (1941), Benny Goodman und Ray McKinley (1942), mit Tommy Dorsey (1943 bis 1944). Zwischen 1944 und 1946 arbeitete er in der Band von Woody Herman und holte in dieser Zeit seinen Abschluss auf der Highschool nach. Von 1947 bis 1948 spielte er bei Tex Beneke. Es folgten Engagements bei Stan Kenton (1948), Charlie Ventura (1949) sowie Woody Herman (1950). Anschließend arbeitete er „freelance“ in Kalifornien, war wieder bei Stan Kenton (1952 bis 1954) aktiv und spielte auf dessen Album  New Concepts of Artistry in Rhythm. Candoli hatte 1954–55 ein eigenes Orchester und spielte mit Les Brown, Bill Holman und Terry Gibbs. Anfang der 60er gehörte er kurze Zeit der Gerry Mulligan Concert Jazz Band an und ging mit ihr auf Europatournee.
Er gehörte zum Umfeld des West Coast Jazz um Richie Kamuca, Rolf Ericson, Bud Shank, Bob Cooper, Shorty Rogers, Jimmy Giuffre, Hampton Hawes, Shelly Manne, Herb Geller, Stan Levey, Chet Baker, Russ Freeman, Art Pepper, Barney Kessel und Frank Rosolino.

## Diskografische Hinweise
- The Five (RCA, 1955) mit Bill Perkins, Pete Jolly, Buddy Clark, Mel Lewis
- Coast to Coast (Fresh Sound, 1954–56) mit Ira Sullivan, Bill Holman, Claude Williamson, Hank Jones, Milt Hinton, Osie Johnson
- Howard Rumsey Presents Conte Candoli & Lee Morgan: Double or Nothin’ (Liberty Records, 1957) mit Benny Golson, Wynton Kelly, Charli Persip, Red Mitchell
- Shelly Manne & His Men Live At The Manne Hole (OJC, 1961)
- Fascinating Rhythm (Fresh Sound Records, 1978) mit Pete Candoli, Lou Levy, Joe Diorio
- Sweet Simon (Best Records, 1992) mit Frank Strazzeri, Monty Budwig
- Conte Candoli Meets Joe Haider Trio (JHM, 1994)
- Portrait Of A Count (Fresh Sound, 1996),  mit Joe LaBarbera, Jan Lundgren, Chuck Berghofer
- Conte-nuity (Fresh Sound, 1999)